# Christian Kühr
Carl-Christian Kühr (* 17. Mai 1929 in Breslau, Niederschlesien, Deutsches Reich; † 1. August 1997 in Neuwied) war ein deutscher Volkswirt, Steuerexperte und Schriftsteller.

## Leben
Nach dem Zweiten Weltkrieg und der Vertreibung aus Schlesien lebte er bei Verwandten in Kassel; am dortigen Zwinger-Gymnasium bestand er 1949 die Abiturprüfung. Von 
1950 bis 1954 studierte er Wirtschaftswissenschaften an der Rheinischen Friedrich-Wilhelm-Universität in Bonn mit Abschluss als Diplom-Volkswirt. Danach arbeitete er als wissenschaftlicher Assistent des Leiters der Fakultät, Matthias Ernst Kamp. 1957 wurde er zum Dr. rer. pol. promoviert.
Im November 1963 begann er eine Tätigkeit beim Luchterhand Fachverlag in Neuwied, wo er zum Cheflektor für Steuerrecht aufstieg. Er war Mitverfasser und -herausgeber von Loseblattwerken zum Steuer- und Abgabenrecht, die regelmäßig aktualisiert wurden. 1989, mit Vollendung des 60. Lebensjahres, ging er in den Ruhestand, blieb aber über einen Honorarvertrag mit dem Verlag verbunden.
1971 erhielt er die Zulassung als Steuerberater, übte diese Tätigkeit jedoch nur im Nebenerwerb aus. Vielmehr besann er sich auf sein schriftstellerisches Talent und schrieb zahlreiche Artikel zum Steuerrecht für Freiberufler, die in diversen Fachzeitschriften veröffentlicht wurden.

## Familie
Sein Vater war der Astrologe Erich Carl Kühr, ein Schwager des Judoka Wolfgang Hofmann. 1959 heiratete er die deutlich jüngere Anna Margarete Zimmer (* 1939), die er an der Universität kennengelernt hatte. Das Paar hat vier Kinder. Kühr starb am 1. August 1997 im Kreis seiner Familie an multiplem Organversagen.
Carl-Christian Kühr war preußisch erzogen und hielt zu den meisten Menschen eine gewisse Distanz; mit Duz-Freundschaften tat er sich schwer.